# 月華殿 (大阪市)
月華殿（げっかでん）は、大阪府大阪市天王寺区にあった結婚式場・宴会場である。

## 概要
1965年に創業。関西では、玉姫殿、平安閣、ラヴィーナ、ベルクラシック、エスタシオン・デ・神戸と並ぶ老舗の結婚式場であった。
1990年に「フェイセス月華殿」にリニューアルし、2006年に「フェイセス月華」にリニューアルされた。 その間に債務超過による業績悪化を経て、2004年6月に現在の母体会社が設立されている。1970年代から1980年代にかけて関西地区でテレビ放映されていたCMに、あのねのねが出演していた。
かつては広島県広島市中区国泰寺町にも、「広島月華殿」があり（1978年開業。閉業時期や同一経営かフランチャイズによる経営かは不明）、同じくあのねのねが出演したCMが放映されていた。

## 沿革
- 1965年（昭和40年）- 結婚式場「月華殿」運営開始。その後、吹田市にも「千里月華殿」を開業。頻繁にテレビCMも流され、月華殿の知名度は格段にアップし、最盛期を迎える。
- 1978年（昭和53年）- 広島県広島市中区国泰寺町に「広島月華殿」を開業。
- 1991年（平成3年） - 業務拡大のため、結婚式場の大幅な増改築を実行。しかし建物竣工の同時期にバブルが崩壊し、景気が後退。月華殿は資金繰りに窮するようになる。債務は約78億円にふくらみ、2002年（平成14年）住友信託銀行が、リンデン・ウッド・リミテッド社（ゴールドマン・サックス社系列のファンド会社）へ債権7億7000万円を譲渡。
- 2004年（平成16年）- 債権者の三井住友銀行とリンデン・ウッド・リミテッドが、再生ファンドである日本エンデバーファンドに債権を譲渡。筆頭債権者となる。 また、SMFG企業再生債権回収会社が月華殿に対し、結婚式場経営等に長けているとされる経営コンサルタント会社マックスとの契約を要求し、契約締結。しかし結果として収益悪化となる。
- 2005年（平成17年）- 債権者・債務者・月華殿の共通認識として、自力再生は困難であると表明。
- 2006年（平成18年）-（株）ケイズコーポレーションの代表取締役・唐鎌和彦が経営権を譲り受ける。
- 2007年（平成19年）-（株）ケイズコーポレーションのグループ会社として、宮崎県串間市の都井岬観光ホテルが加わる。
- 2010年（平成22年）- 3月1日に都井岬観光ホテルが営業終了[1]。
- 2011年（平成23年）- 5月31日付で大阪地裁において破産手続開始の決定を受けた[2]。

## 提供番組
- ゆかいな結婚式（関西テレビ）
- ねのねの結婚裁判（テレビ大阪）

いずれもあのねのねが司会の番組で収録も月華殿で行われており、あのねのねと縁が深かったことが伺われる。